# Ichneumon trialbatus
Ichneumon trialbatus là một loài tò vò trong họ Ichneumonidae.